# 吳玫如
吳玫如（1964年—），第16任中華民國總統賴清德之妻，現任中華民國第一夫人，曾於2020年至2024年間擔任中華民國第二夫人。

## 生平

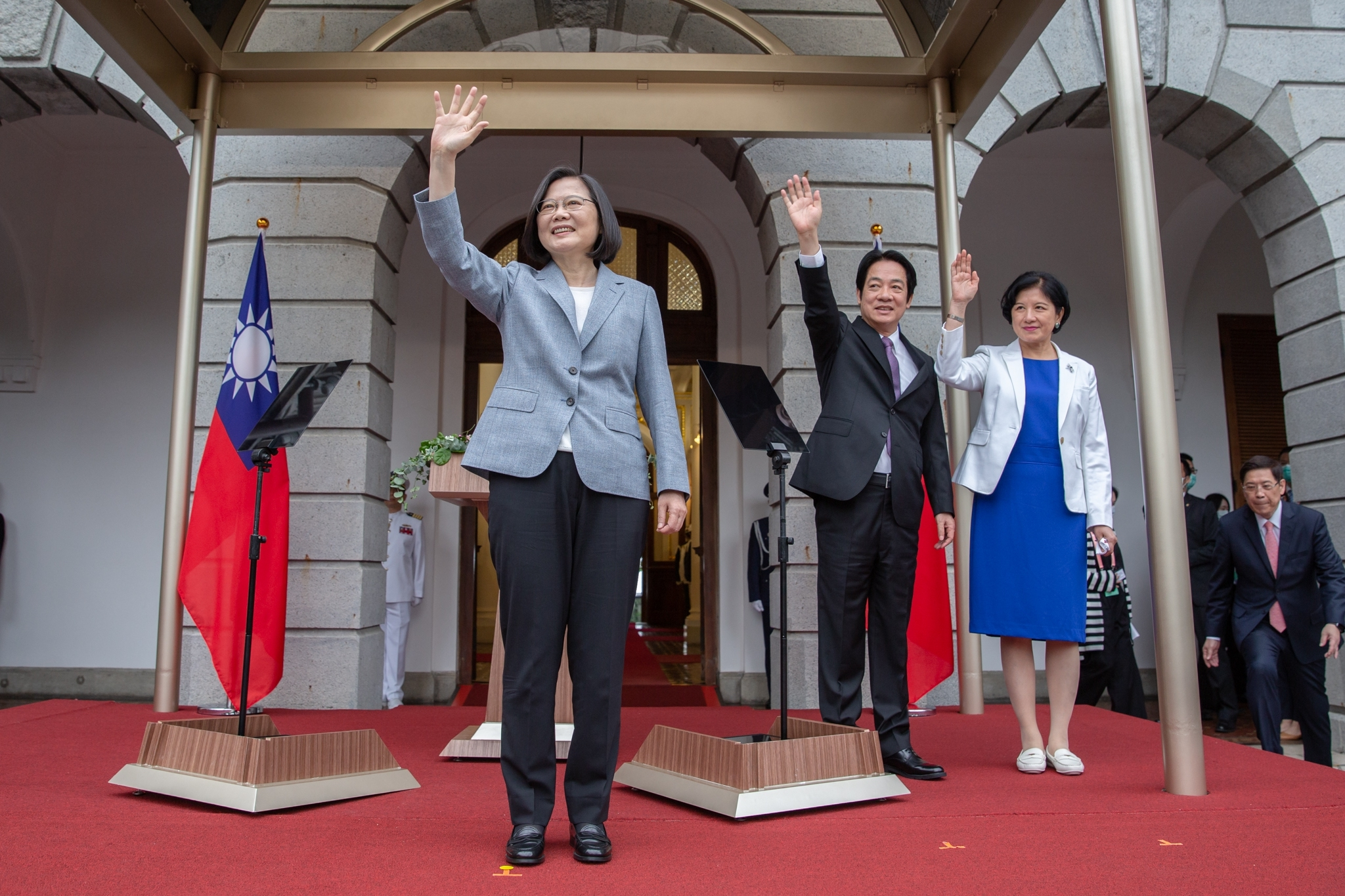
2020年5月20日，第15任總統蔡英文與副總統賴清德伉儷於就職典禮會場

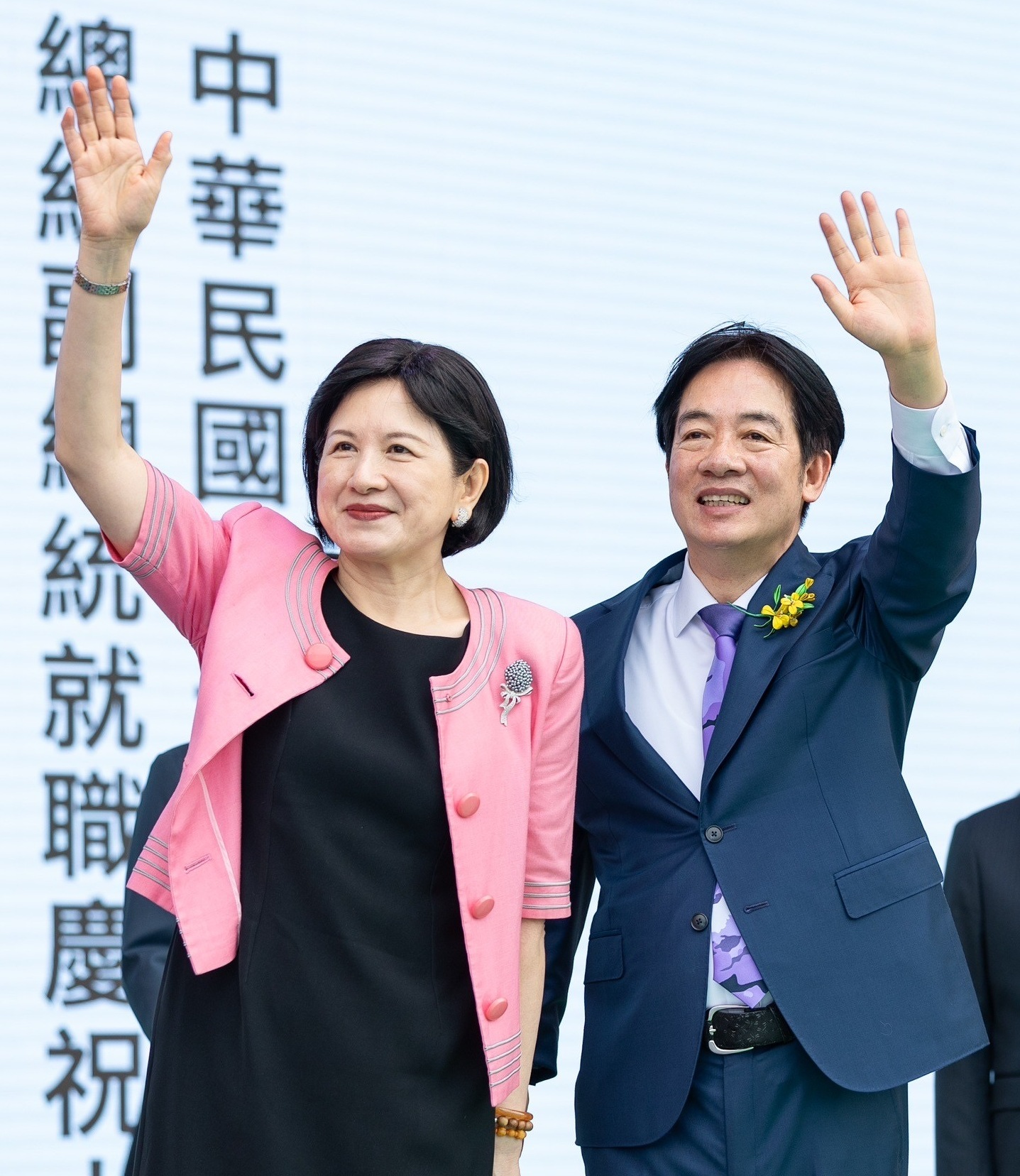
2024年5月20日，總統賴清德與夫人吳玫如女士於就職典禮上向賓客揮手致意

吳玫如為宜蘭縣人，其家族於羅東鎮居住。吳玫如與賴清德於大一時陪考親友的高中聯考而相識，並在賴清德就讀國立成功大學學士後醫學系時結婚。兩人育有兩子。
吳玫如曾於台灣電力公司任職，在丈夫賴清德當選臺南市市長後為避嫌而從台電公司台南營業課長職務請調至高雄市興達發電廠擔任行政職務。在賴清德奉時任總統蔡英文之命擔任行政院院長後亦選擇保持低調，並於2018年提早退休。
賴清德於2020年中華民國總統選舉中當選為第15任副總統，吳玫如於2020年5月20日丈夫就任後，成為中華民國自1947年行憲以來第11任副總統配偶；賴清德於2024年中華民國總統選舉中當選為第16任總統，吳玫如於2024年5月20日丈夫就任後，成為第8任總統配偶。

## 備註
1. ↑  由於第14、15任中華民國總統蔡英文未婚，第一配偶頭銜從2016年至2024年空缺。
2. ↑  由於第16任中華民國副總統蕭美琴未婚，第二配偶頭銜從2024年起空缺。
3. ↑  由於第14－15任總統蔡英文未婚，其執政期間並無總統配偶。在吳玫如之前的上一任中華民國總統配偶，為第12－13任總統馬英九的妻子周美青女士。

| 榮銜          | 榮銜                                          | 榮銜        |
| ------------- | --------------------------------------------- | ----------- |
| 前任： 周美青 | 中華民國第一夫人 2024年5月20日－              | 現任        |
| 前任： 羅鳳頻 | 中華民國第二夫人 2020年5月20日－2024年5月20日 | 繼任： 空缺 |